# Linea Ishinomaki
La linea Ishinomaki (石巻線?, Ishinomaki-sen) è una linea ferroviaria giapponese a carattere regionale gestita dalla JR East a scartamento ridotto che collega le stazioni di Kogota nella cittadina di Misato e di Onagawa, nella cittadina di omonima, passando per la stazione di Ishinomaki, dalla quale prende il nome, tutte nella prefettura di Miyagi.

## Servizi
La linea, a traffico locale, ha per tutto il giorno treni locali che effettuano tutte le fermate. A causa del terremoto e maremoto del Tōhoku del 2011, la ferrovia è stata gravemente danneggiata, e l'ultimo segmento fra Onagawa e Urashuku è al momento in attesa di ripristino. In via del tutto eccezionale, per sopperire all'assenza del collegamento diretto fra Sendai e Ishinomaki lungo la linea Senseki, attualmente in ripristino, viene effettuata una coppia al giorno di rapidi diretti senza fermate intermedie fra Ishinomaki e Sendai sfruttando questa linea. Gli abbonati possono utilizzare l'abbonamento valido per la linea Senseki senza sovrapprezzo.

## Stazioni
- Tutte le stazioni si trovano nella prefettura di Miyagi.
- I treni fermano in tutte le stazioni, ad eccezione dei rapidi diretti (RD) fra Ishinomaki e Sendai
- I convogli possono incrociarsi in presenza di "◇", "v" e "^".

| Stazione     | Giapponese | Distanza | RD | Collegamenti                            | Posizione  |
| ------------ | ---------- | -------- | -- | --------------------------------------- | ---------- |
| Kogota       | 小牛田     | 0.0      | △  | Linea principale Tōhoku Linea Rikuu est | Misato     |
| Kami-Wakuya  | 上涌谷     | 3.5      | ｜ |                                         | Wakuya     |
| Wakuya       | 涌谷       | 6.2      | ｜ |                                         | Wakuya     |
| Maeyachi     | 前谷地     | 12.8     | ｜ | Linea Kesennuma                         | Ishinomaki |
| Kakeyama     | 佳景山     | 17.1     | ｜ |                                         | Ishinomaki |
| Kanomata     | 鹿又       | 21.2     | ｜ |                                         | Ishinomaki |
| Sobanokami   | 曽波神     | 23.7     | ｜ |                                         | Ishinomaki |
| Ishinomaki   | 石巻       | 27.9     | ●  | Linea Senseki                           | Ishinomaki |
| Rikuzen-Inai | 陸前稲井   | 30.9     |    |                                         | Ishinomaki |
| Watanoha     | 渡波       | 35.9     |    |                                         | Ishinomaki |
| Mangoku-Ura  | 万石浦     | 37.0     |    |                                         | Ishinomaki |
| Sawada       | 沢田       | 38.3     |    |                                         | Ishinomaki |
| Urashuku     | 浦宿       | 42.4     |    |                                         | Onagawa    |
| Onagawa      | 女川       | 44.9     |    |                                         | Onagawa    |

## Materiale rotabile
- Automotrice diesel KiHa serie 40